# Yasuhikotakia caudipunctata
Yasuhikotakia caudipunctata és una espècie de peix de la família dels cobítids i de l'ordre dels cipriniformes.

## Morfologia
- Fa 9 cm de llargària màxima, és de color de platejat a blavós i amb una brillantor verda o daurada al llarg del dors.
- 12 radis tous a l'aleta dorsal i 7-10 a l'anal.
- 8 radis ramificats a l'aleta dorsal.
- 32-33 vèrtebres.
- Presenta una gran taca negrosa al peduncle caudal, una o dues franges petites, allargades i verticals a la meitat dorsal del cos darrere de la base de l'aleta dorsal i nombrosos punts negres i petits a l'aleta caudal.
- La coloració dels joves s'esvaeix a mesura que maduren.[7][8][9][10]

## Hàbitat i distribució geogràfica
És un peix d'aigua dolça, demersal i de clima tropical, el qual viu a Àsia: la conca del riu Mekong a Laos i l'est de Tailàndia.

## Amenaces
La seua principal amenaça és la construcció de preses.

## Vida en captivitat
És una espècie molt agressiva i, a causa d'això, no és gaire present en els comerços de peixos d'aquari. En captivitat necessita un aquari amb un substrat de sorra (ja que li agrada furgar el fons amb el morro i la sorra no farà malbé les seues barbetes sensorials), la companyia d'exemplars de la seua mateixa espècie (amb els quals establirà un ordre jeràrquic) i una il·luminació tènue.

## Observacions
És inofensiu per als humans.